# Пестроспинный скворец
Пестроспинный скворец (лат. Saroglossa spilopterus) — вид певчих птиц семейства скворцовых. Единственный представитель одноимённого рода Saroglossa. Подвидов не выделяют. Гнездится в северной Индии и западном Непале; зимует на северо-востоке Индии, северо-востоке Бангладеш и в Мьянме. Естественными местами обитания являются субтропические или тропические влажные равнинные леса и субтропические или тропические влажные горные леса.

## Описание

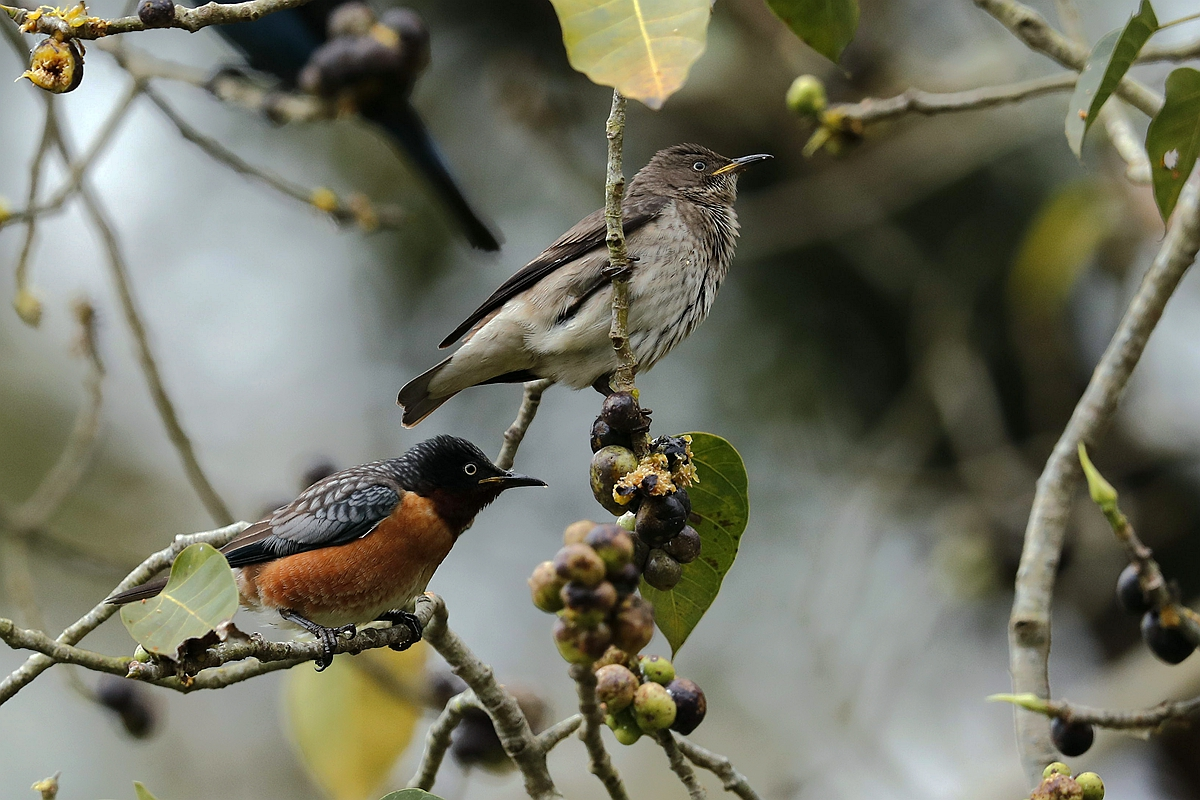
Самка (вверху) и самец (внизу) пестроспинного скворца

Характерными признаками вида являются беловатые глаза и белое пятно на каждом крыле. Выражен половой диморфизм. У самцов верхняя часть тела тёмного синевато-серого цвета с металлическим отливом. Грудь и брюхо оранжевые. Оперение самок преимущественно серое, нижняя часть тела несколько светлее.